# قطعنامه ۲۹۲ شورای امنیت
قطعنامه ۲۹۲ شورای امنیت سازمان ملل متحد که در تاریخ ۱۰ فوریه ۱۹۷۱ تصویب شد، سندی بین‌المللی دربارهٔ پذیرش اعضای جدید سازمان ملل متحد: بوتان است. این قطعنامه طی نشست ۱٬۵۶۶ام
با ۱۵ موافق،۰ مخالف و۰ ممتنع تصویب شد.